# Анфим (Руссас)
Митрополи́т Анфи́м (греч. Μητροπολίτης Άνθιμος, в миру Дионисиос Руссас, греч. Διονύσιος Ρούσσας; 26 октября 1934, Салмони — 13 марта 2025, Салоники) — епископ Константинопольской православной церкви, митрополит Фессалоникский (2004—2023).

## Биография

### Учёба и священническое служение
Дионисий Руссас был сыном Димитриоса и Аргири, учителей по профессии. Он получил среднее обучение в 1952 году и успешно сдал вступительные экзамены на философский и юридический факультеты Афинского университета, выбрав первый. В 1957 году он окончил философский факультет и работал неоплачиваемым ассистентом в отделении византийской филологии  и преподавателем в греческих учебных заведениях, в том числе был директором средней школы. Одновременно он учился в Богословской школе Афинского университета, где в 1963 году получил учёную степень. Он проходил военную службу в качестве офицера запаса в Военно-воздушных силах Греции.
В 1964 году митрополит Фирский Гавриил рукоположил его в сан диакона, а в следующем году — в сан пресвитера. Священный Синод поручил ему заведовать изданием «Φωνή Κυρίου» («Глас Господень»), которой он руководил в течение шести лет, а также работал корректором в изданиях Братства богословов «Спаситель».
В 1965 года он был настоятелем церкви Святого Василия на улице Мецову в Афинах, где оставался до своего избрания митрополитом Александропольским. В 1966 году он ушел с поста профессора и был назначен директором проповеди в миссионерском обществе Элладской православной церкви «Апостолики диакония». Спустя два года он взял на себя руководство студенческой богословской школой-интернатом и оставался на этой должности до 1974 года. В 1968 он возглавил издательство и типографию «Апостолики диакония». В 1971 году он отвечал за гостеприимство и церковное участие православного духовенства в праздновании 150-летия независимости Греции. В июле 1971 года он представлял Элладскую православную церковь на выборах и интронизации Патриарха Болгарского Максима.

### Митрополит Александропольский
13 июля 1974 года решением Священного Синода Элладской православной церкви избран митрополитом Александропольским, Траянопольским и Самофракийским. Его рукоположение состоялось 14 июля в церкви Святого Василия на улице Мецову. 30 июля он был возведён на престол в Александруполисе.
При нём было построено 35 новых храмов, а также два монастыря — женский монастырь Панагии Эврос и мужской монастырь святого Иоанна Богослова. Среди объектов, созданных по его инициативе, — конференц-центр и гостевой дом, церковный музей Александруполиса, Ставридийская церковная школа-интернат для студентов им. Святого Стефана, приходской центр святого Елевферия в Александруполисе. Было начато издание церковного журнала «Γνωριμία», который выходил раз в два месяца. Кроме того, он интересовался строительством нового дома престарелых, новых зданий в церковных лагерях «Макрис», Культурного центра «Антимейон» и Фонда социальный и культурный пожертвований им. Святого Иосифа.
Также утверждается, что он сыграл важную роль в создании медицинской школы Фракийского университета им. Демокрита в Александруполисе. С 1986 по 1989 год он служил местоблюстителем Дидимотихской митрополии. Он представлял Элладскую церковь на торжествах, посвящённых равноапостольным Кириллу и Мефодию в Ватикане в 1985 году и на интронизации архиепископа Кентерберийского Англиканской церкви в 1991 году. Он также был членом Национального совета по телерадиовещанию в течение трёх лет.
В 1998 году он был неофициальным кандидатом на выборах Архиепископа Афинского. В первом и втором турах он получил 13 голосов, а в третьем, в котором он поддержал архиепископа Христодула, — 4 голоса. Он также был членом комиссии по расследованию жалобы о растрате четырёх миллиардов драхм из церковной казны, обвинения, которые в конечном итоге оказались необоснованными, в основном были предъявлены митрополитом Иеронимом (Лиаписом) и которые были сделаны незадолго до выборов Архиепископа в апреле 1998 года.

### Конфликт с Константинопольским патриархатом в связи с избранием на Фессалоникийскую кафедру
После смерти митрополита Фесалоникийского Пантелеимона в 2003 году тогдашний митрополит Анфим продолжил контакты с архиепископом Христодулом, чтобы его можно было перевести на вакантную Фесалоникийскую митрополию, как это уже было согласовано между ними с 1998 года.
26 апреля 2004 года Священный Синод созвал выборы трёх новых митрополитов — Салоникийского, Сервийского и Элефтерупольского. В итоге только 35 из 71 присутствовавшего епископа проголосовали за предложение архиепископа о прямых выборах в связи с ожиданием представления списка кандидатов Патриарху Константинопольскому, согласно Уставу, поскольку данные епархии относились к «Северным землям», находившимся в двойном подчинении Элладской и Константинопольской церквей. На самом деле архиепископ Христодул так и не ответил на письма, отправленные Константинопольским Патриархатом (от 1 декабря 2003 года, 30 марта 2004 года и 20 апреля 2004 года). Несмотря на незначительное большинство и незавершенные дела, архиепископ Христодулос приступил к выборам. По этим причинам митрополиты Закинфский, Филиппский, Перистерский, Превезский, Нафпактосский, Илийский и Фивский покинули собрание в знак протеста, наряду с митрополитом Яннинским который отказалась явиться по тем же причинам. Впоследствии, по решению Синода незначительным большинством голосов, Анфим 26 апреля 2004 года был переведен на Фесалоникийскую митрополию. Также в тот же день были избраны новые митрополиты Сервийский и Элефтеруполисский.
Таким образом, возник конфликт между Элладской церковью и Константинопольским патриархатом. Патриарх Константинопольский Варфоломей созвал Главный и Высший Синод, который решил разорвать общение своих первосвященников с архиепископом Христодулом, и его имя было стёрто из церковных диптихов. Наконец, после взаимных уступок вновь избранные митрополиты были признаны, и новый Главный и Верховный Синод отменил разрыв с архиепископом Афинским и поминовение увековечение его имени в диптихах Константинопольского патриархата.
Митрополит Закинфский Хризостом, а также различные граждане обратились в Государственный совет по поводу избрания митрополита Анфима в митрополии Салоники, жалуясь, что не было необходимого голосования для его перевода и что тайна этого была нарушена. Совет Европы принял решение о законности перевода.

### Митрополит Фессалоникийский
Его интронизация состоялась 18 июня 2004 года в кафедральном соборе Святой Софии в Салониках. С 2004 года издает журнал «Ευλογία» (Благословение). Он стал почётным доктором медицины в Университете Фракии.
На похоронах архиепископа Христодула митрополит Анфим отслужил заупокойную службу в качестве представителя Греческой Церкви, а также отметился не протокольным обращением к Константину Глюксбургу, которое была охарактеризована как серьёзная институциональная ошибка.
На выборах Архиепископа Афинского в 2008 года он также был кандидатом, набрав 7 голосов в первом голосовании и поддержав во втором митрополита Иеронима (Лиаписа), который в итоге и был избран.
В сентябре 2015 года выступил против массовой миграции мусульман в Грецию: «Я недавно говорил, что всех этих людей [иммигрантов] мы любим и можем им помогать. Но Греция не способна вместить новых приезжих. Некоторые неправильно интерпретировали моё высказывание… Что я должен был сказать? Приезжайте миллионы гостей из Азии? Если действительно приедут миллионы — нам конец».
В ноябре 2018 года заявил на видео, что других небесных тел, кроме Земли, не существует, призвав игнорировать современных учёных.
7 августа 2023 года подал в отставку и предоставил пребывающим себя в распоряжении архиепископа Афинского и всея Греции Иеронима и Священного Синода Элладской церкви, а 25 августа 2023 года прошение об отставке было удовлетворено.
Умер 13 марта 2025 года в возрасте 90 лет.